# Reino de Pérgamo
O Reino de Pérgamo era um Estado antigo (241−133 a.C.) localizada no oeste da Anatólia, hoje Turquia. Com capital na cidade de Pérgamo. O Reino foi fruto de uma cisão do Império Selêucida tendo ele existido até o reinado de Átalo III quando este rei deixou em seu testamento o reino para a República Romana.